# Gustave Lebaudy
Pour les autres membres de la famille, voir Famille Lebaudy.
Jean Gustave Lebaudy, né à Paris le 26 février 1827 et mort dans la même ville le 19 décembre 1889, est un homme politique et industriel français.

## Biographie
Après de brillantes études au collège Rollin à Paris, Gustave Lebaudy, fils de Guillaume Désiré François Lebaudy (1800-1863) et de son épouse, née Élisabeth Joséphine Lopinot (1807-1887, fille de Charles Nicolas Lopinot, juge au tribunal de commerce de la Seine), et neveu d'Adolphe Lebaudy, prend la direction de la raffinerie de sucre familiale. 
Membre de la chambre de commerce de Paris, il est, en raison de sa haute situation dans le monde des affaires, appelé sous le Second Empire à faire partie de la commission municipale de Paris (1860-1869) comme représentant du 19e arrondissement. 
Il est nommé chevalier de la Légion d'honneur à l'occasion de l'Exposition universelle de 1867.
Il épouse en 1851 Adèle Marie Françoise Rolloy (1832-1905), fille de François Rolloy, propriétaire, et de Cécile Adélaïde Giuliani, belle-fille du général Deponthon. Ils ont pour enfants :
- Marie Adèle Jeanne (1852-1929), qui épousera le collectionneur et mécène Victor Martin Le Roy (1842-1918), magistrat à la Cour des comptes ;
- Georges Marie François (1853-1875) ;
- Marguerite Marie Julie (1856) ;
- Marie Paul Jules (1858-1937), qui épousera Virginie Hersent (1864-1886) puis Clotilde Murat (1868-1949) ;
- Marie Geneviève Jeanne (1860-1936), qui épousera Charles Bourlon de Rouvre (1850-1924) ;
- Joseph Marie Pierre (1865-1929), qui épousera Marie Marguerite Luzarche d'Azay (1871-1962).

À Paris, il habite d'abord rue d'Amsterdam, puis un hôtel particulier qu'il fait construire par son architecte attitré, Alfred Coulomb, au no 11 avenue de l'Alma (aujourd'hui ambassade de Chine).
En 1869, il achète le château de Rosny-sur-Seine qu'il restaure intégralement et entretient avec un soin extrême, s'efforçant de racheter meubles, tableaux, tapisseries et objets d'art ayant appartenu à deux de ses propriétaires les plus illustres, Sully et la duchesse de Berry. Le château renferme ainsi une série de six tapisseries, la célèbre tenture de Psyché ayant appartenu au ministre d'Henri IV, ainsi que divers meubles et objets parmi lesquels le mobilier du salon de la duchesse de Berry. 
Il fait également aménager les communs pour héberger ses écuries, et la meute de chiens de son célèbre équipage qui découple dans la forêt domaniale de Rosny. 
Conseiller général de Seine-et-Oise pour le canton de Mantes-la-Jolie, ami de Léon Gambetta, Lebaudy  se présente comme candidat républicain conservateur aux élections législatives du 20 juin 1876 dans l'arrondissement de Mantes-la-Jolie et est élu député au second tour le 5 mai. Siégeant au Centre gauche il est, en mai 1877, l'un des signataires du manifeste des 363. Réélu à ce titre le 14 octobre 1877, il siège dans la fraction la plus modérée de la majorité républicaine, se prononçant pour le ministère Jules Dufaure, pour le retour des Chambres à Paris, contre l'amnistie, pour l'invalidation de l'élection de Blanqui. 
Il est réélu député de Mantes le 21 août 1881. Il parle en juin 1884 sur la question des sucres, dépose en juin 1885 un amendement à la loi sur la surtaxe des céréales tendant à la remplacer par une surtaxe du double sur l'alcool applicable au dégrèvement du principal de l'impôt foncier, soutint la politique de Jules Ferry et vote contre l'élection de la magistrature par le peuple, contre la séparation de l'Église et de l'État, pour les crédits du Tonkin. Aux élections d'octobre 1885, porté sur la liste opportuniste de Seine-et-Oise, il échoue avec 36 075 voix sur 119 995 votants.

### Sources
- « Gustave Lebaudy », dans Adolphe Robert et Gaston Cougny, Dictionnaire des parlementaires français, Edgar Bourloton, 1889-1891 [détail de l’édition]